# Orontea
Orontea est un opéra en un prologue et trois actes du compositeur italien Antonio Cesti, sur un livret de Giacinto Andrea Cicognini, révisé par Giovanni Filippo Apolloni.

## Création
La première représentation a lieu à Innsbruck le 19 février 1656. Orontea est l'un des opéras italiens les plus populaires du xviie siècle. Il comprend des airs de soprano bien connus tels que Intorno all'idol mio, Addio Corindo et Il mio ben dice ch'io speri. Il a été joué plus de 17 fois avant 1700, notamment à Gênes, Rome, Florence, Turin, Milan, Bologne, Venise, Palerme, Naples, Hanovre,,. La quasi-totalité de la partition a été perdue et l’opéra a été oublié. Plusieurs manuscrits ont été redécouverts dans les années 1950. Les représentations modernes ont commencé en 1961 à la Piccola Scala (it) à Milan avec Teresa Berganza et Carlo Cava (de) sous la direction Bruno Bartoletti. René Jacobs a dirigé une production en 1982 à Innsbruck et Ivor Bolton en 2015 à l'Opéra de Francfort. L'œuvre a été créée pour la première fois en Australie par le Pinchgut Opera en 2022. Une nouvelle mise en scène a été intégrée à la saison 2023/2024 du Teatro alla Scala de Milan, sous la direction de Giovanni Antonini, mise en scène par Robert Carsen et Stéphanie d'Oustrac dans le rôle titre.
| Rôle                             | Type de voix  | Chanté par    |
| -------------------------------- | ------------- | ------------- |
| La Philosophie                   | soprano       |               |
| L'Amour                          | soprano       |               |
| Orontea, Reine d'égypte          | soprano       |               |
| Alidoro, un jeune peintre        | ténor         | Antonio Cesti |
| Silandra, un courtisan           | soprano       |               |
| Corindo, un courtier             | alto castrato |               |
| Creonte, un philosophe           | basse         |               |
| Aristea, mère présumée d'Alidoro | contralto     |               |
| Giacinta                         | soprano       |               |
| Gelone, un fou                   | bass          |               |
| Tibrino, un page                 | soprano       |               |

## Synopsis

### Prologue
La philosophie et l’amour se disputent lequel des deux a le plus de pouvoir sur l’humanité.

### Acte 1
La reine Orontea renonce à l'amour, même si son principal conseiller Créonte la presse de se marier pour le bien du royaume. Le jeune peintre Alidoro arrive à la cour pour chercher refuge contre les brigands avec sa mère présumée Aristea. Il explique comment il a dû fuir la cour de la reine Arnéa de Phénicie. Malgré son vœu, Orontea se retrouve amoureuse d'Alidoro, tout comme la courtisane Silandra.

### Acte 2
Giacinta, déguisée en garçon "Ismero", arrive à la cour d'Orontea et explique qu'elle était derrière l'embuscade d'Alidoro, ayant été envoyée pour le tuer par la reine de Phénicie. Orontea peut à peine s'empêcher de tuer Giacinta avec une épée. Créonte devine maintenant que la reine est amoureuse d'Alidoro et lui reproche d'avoir choisi un roturier. Aristea tombe amoureuse de "Ismero". Pendant ce temps, Alidoro dresse le portrait de Silandra. Orontea, folle de jalousie, fait irruption pendant la séance et s'évanouit. Elle se repent et laisse à Alidoro une couronne et une lettre lui avouant son amour.

### Acte 3
Créonte oblige Orontea à rejeter Alidoro. Il est découvert en possession d'un médaillon royal et accusé de vol. Aristea explique la provenance du bibelot qui prouve qu'Alidoro n'est autre que Floridano, le fils perdu depuis longtemps du roi de Phénicie. Enfant, il avait été kidnappé par une bande de pirates dirigée par le mari d'Aristea et élevé par elle comme son propre fils. Il est désormais libre d'épouser Orontea.

## Discographie
- Orontea Helga Müller Molinari, René Jacobs, Guy de Mey, Concerto Vocale, dirigé par René Jacobs ( Harmonia Mundi, 1982)